# Peter Plympton Smith
Peter Plympton Smith (Boston, 31 ottobre 1945) è un politico statunitense, membro della Camera dei Rappresentanti per lo stato del Vermont dal 1989 al 1991.

## Biografia
Nato nel Massachusetts e cresciuto nel Vermont, Peter Plympton Smith studiò a Princeton e Harvard. Per un anno fu assistente del Commissario all'Istruzione del Vermont. Nel 1970 fondò il Community College of Vermont, il secondo college più grande dello stato.
Entrato in politica con il Partito Repubblicano, nel 1978 si candidò alla carica di vicegovernatore del Vermont e riuscì a battere nelle primarie il vicegovernatore in carica T. Garry Buckley, ma fu sconfitto dalla democratica Madeleine Kunin.
Tra il 1981 e il 1983 fu membro del Senato del Vermont, la camera alta della legislatura statale. Quando nel 1982 la Kunin si candidò infruttuosamente alla carica di governatore, Smith si ripresentò nuovamente alle elezioni per il posto da vicegovernatore e in questa occasione risultò eletto. Venne riconfermato dagli elettori per un secondo mandato nel 1984. Nel 1986 si candidò a governatore del Vermont contro Madeleine Kunin, che era stata eletta due anni prima, ma anche in questa occasione fu sconfitto.
Nel 1988 si candidò alla Camera dei Rappresentanti e fu eletto deputato, riuscendo a prevalere sull'avversario indipendente Bernie Sanders di circa novemila preferenze e sull'avversario democratico di oltre cinquantatremila. Smith, che mantenne posizioni moderate, era in vantaggio nei sondaggi per ottenere un secondo mandato nel 1990, anche perché a differenza della tornata precedente la candidata democratica era Dolores Sandoval, una docente con idee politiche di estrema sinistra poco vicine all'elettorato. Tuttavia Smith si era inimicato la National Rifle Association promuovendo una legge che metteva al bando le armi da fuoco, perciò la NRA, solitamente sostenitrice dei candidati repubblicani, decise di inviare delle lettere ai suoi associati per promuovere la candidatura di Sanders purché Smith non venisse rieletto. Inoltre, Smith commise l'errore di votare a favore di alcuni disegni di legge che introducevano un salvataggio esterno a spese dei contribuenti per alleviare la crisi del settore risparmi e prestiti, nonché a favore di un disegno di legge che tagliava i finanziamenti per i programmi sociali. Sanders ne approfittò per dipingere Smith come un nemico della povera gente e riuscì a sconfiggerlo, ribaltando i sondaggi che lo vedevano sfavorito di oltre dieci punti percentuali.
Dopo aver lasciato la politica, Smith ottenne degli incarichi di docenza presso la George Washington University, fondò un'altra università in California e svolse per quasi due anni le funzioni di assistente del Direttore Generale dell'Istruzione presso l'UNESCO.
In occasione delle presidenziali del 2016, Peter Plympton Smith fu uno dei trenta ex parlamentari repubblicani del Congresso a firmare una lettera di opposizione nei confronti della candidatura di Donald Trump.